# Гай Аврелий Котта (консул 75 года до н. э.)
Гай Авре́лий Ко́тта (лат. Gaius Aurelius Cotta; родился, по разным версиям, в 124 или 120 году до н. э. — умер в конце 74 или начале 73 года до н. э.) — римский политический деятель и оратор из плебейского рода Аврелиев Котт, консул 75 года до н. э. В молодости, в 90-е годы до н. э., он стал одним из самых популярных адвокатов Рима. В 91 году поддержал народного трибуна Марка Ливия Друза, пытавшегося провести реформы. После его гибели был обвинён в подстрекательстве италиков к восстанию и удалился в изгнание, из которого вернулся только в 82 году. Принадлежал к окружению диктатора Луция Корнелия Суллы; тем не менее в 75 году в качестве консула добился отмены одного из важнейших сулланских законов — о запрете для народных трибунов избираться на курульные должности. После консулата Котта был наместником Цизальпийской Галлии и погиб накануне своего триумфа.
Гай Аврелий принадлежал к числу наиболее выдающихся римских ораторов начала I века до н. э. Он участвовал в резонансных судебных процессах Публия Рутилия Руфа (92 год до н. э.) и Гнея Корнелия Долабеллы (предположительно, 77 год до н. э.).

## Биография

### Происхождение
Гай Аврелий принадлежал к влиятельному плебейскому роду Аврелиев, представитель которого впервые достиг консульства в 252 году до н. э. Уже в те времена Аврелии, вероятно, находились в союзе с влиятельными родами Сервилиев и Цецилиев. К концу II века до н. э. они всё ещё считались «новой знатью», хотя и обладали уже богатством и влиянием. Капитолийские фасты называют преномен отца Гая Аврелия — Марк; больше о Марке Аврелии Котте ничего не известно. Э. Бэдиан предположил, что этот нобиль мог быть младшим сыном Луция Аврелия Котты, консула 144 года до н. э., но тут же уточнил, что «мы не можем определить точное положение отца на генеалогическом древе».
Матерью Гая Аврелия была сестра Публия Рутилия Руфа, консула 105 года до н. э., «нового человека», близкого к могущественному семейству Метеллов. Возможно, Рутилия пережила этого своего сына — во всяком случае, это допускал Марк Туллий Цицерон. У Гая было двое братьев — Марк, консул 74 года до н. э., и Луций, консул 65 года до н. э. Существует гипотеза, что его сестрой была Аврелия, мать Гая Юлия Цезаря, но происхождение этой матроны в любом случае неизвестно, за исключением самого факта какого-то родства с братьями Коттами. Э. Бэдиан считает, что термин propinquus, который Светоний применяет по отношению к Гаю Котте, исключает такой вариант.

### До изгнания
Марк Туллий Цицерон сообщает, что Гай Аврелий был «почти ровесником» народного трибуна Публия Сульпиция. Предположительно, он был старше Публия на несколько месяцев, поскольку выдвинул свою кандидатуру в народные трибуны осенью 91 года до н. э., а «Сульпиций, как думали, собирался искать этой должности на следующий год». Оба они были на 10 лет старше Квинта Гортензия Гортала; из всего этого Ф. Мюнцер и Г. Самнер делают вывод, что дата рождения Гая Аврелия — 124 год до н. э. В то же время Э. Клебс предположительно датирует рождение Котты 120 годом до н. э. Того же мнения придерживается и А. Егоров.
Гай Аврелий начал свою карьеру в 90-е годы до н. э. как судебный оратор. Он добился серьёзных успехов: Цицерон причисляет его к шести наиболее востребованным адвокатам Рима этого десятилетия наряду с Луцием Лицинием Крассом, Марком Антонием Оратором, Луцием Марцием Филиппом, Публием Сульпицием и Гаем Юлием Цезарем Страбоном Вописком. Известно, что Котта произнёс короткую речь в защиту своего дяди, Публия Рутилия, на резонансном процессе, который датируют предположительно 92 годом до н. э. Тем не менее обвиняемому пришлось уйти в изгнание.
Близкая дружба связывала Гая Аврелия с Марком Ливием Друзом. В 91 году до н. э., когда последний занял должность народного трибуна и выступил с программой реформ, предполагавшей расширение сената за счёт включения всадников, переход судов под контроль сенаторов, масштабный раздел земли и предоставление гражданских прав италикам, Котта оказался в числе его сторонников. В эту политическую группировку входили также Марк Эмилий Скавр, Красс, Антоний, оба Квинта Муция Сцеволы — Понтифик и Авгур, Публий Сульпиций, претор Квинт Помпей Руф, квесторий (бывший квестор) Гай Юлий Цезарь Страбон Вописк. Есть мнение, что к числу единомышленников Друза принадлежал и Луций Корнелий Сулла, тогда всего лишь преторий (бывший претор).
Предполагалось, что Гай Аврелий станет преемником Друза по трибунату и продолжит начатые им реформы, а преемником Гая Аврелия станет Публий Сульпиций. Но эти планы встретили ожесточённое сопротивление со стороны существенной части римского общества. Котта проиграл выборы, все законы Друза были отменены, а сам Марк Ливий пал от руки убийцы. Всё это подтолкнуло италиков к восстанию против Рима. Тогда враги реформ провели руками одного из трибунов 90 года до н. э., Квинта Вария Севера, закон (Lex Varia), согласно которому подлежали суду те, кто подталкивал римских союзников к восстанию — словом или делом. На основании этого закона начались преследования сторонников Друза; Гай Аврелий в числе прочих был привлечён к суду и вынужден удалиться в изгнание. По словам Аппиана, он «выступил в суде, произнёс внушительную речь о своём образе действий, открыто поносил при этом всадников, но… удалился из Рима до голосования».
Уже после перелома в Союзнической войне, в 88 году до н. э., Публий Сульпиций стал народным трибуном и выдвинул законопроект, разрешавший возвращение в Рим для неких изгнанников. В историографии есть мнения, что имелись в виду сторонники Луция Аппулея Сатурнина или те, кто оставил родину из-за Вариева закона, — в том числе и Гай Аврелий. В любом случае Сульпиций вскоре погиб, а его законы были отменены.

### После изгнания
Гай Аврелий смог вернуться в Рим только в 82 году до н. э., когда Луций Корнелий Сулла одержал победу в гражданской войне. На время Котта стал убеждённым сторонником Суллы, поскольку чувствовал по отношению к нему благодарность. Светоний упоминает некоего Аврелия Котту в биографии Гая Юлия Цезаря: когда Сулла во время проскрипционных убийств приказал убить и Цезаря, «родственники и свойственники» последнего — Аврелий Котта и Мамерк Эмилий Лепид Ливиан — умоляли диктатора о милосердии. Тот после долгого сопротивления «сдался, но воскликнул, повинуясь то ли божественному внушению, то ли собственному чутью: „Ваша победа, получайте его! но знайте: тот, о чьём спасении вы так стараетесь, когда-нибудь станет погибелью для дела оптиматов, которое мы с вами отстаивали: в одном Цезаре таится много Мариев!“» Предположительно, под Аврелием Коттой имеется в виду либо Гай, либо его брат Луций.
У Плутарха упоминается некий Котта, обладавший в 80 году до н. э. полномочиями пропретора в Испании и разбитый в морском сражении при Меларии марианцем Квинтом Серторием, переправившимся на Пиренейский полуостров из Мавретании. Это мог быть Гай Аврелий или его брат Марк. В любом случае, Гай Аврелий должен был занимать должность претора не позже 78 года до н. э.: это следует из даты его консулата и требований закона Корнелия, установившего минимальные интервалы между магистратурами.
Предположительно, в 77 году до н. э. Гай Аврелий принял участие в резонансном судебном процессе Гнея Корнелия Долабеллы. Этот нобиль, один из видных сторонников Суллы, был обвинён Гаем Юлием Цезарем в злоупотреблении властью во время наместничества в Македонии; Котта стал одним из защитников Долабеллы наряду с Квинтом Гортензием Горталом. О процессе мало что известно, но А. Егоров предполагает, что он был сопоставим по масштабу и общественной значимости с делом Верреса. У Авла Геллия упоминается «первая речь» Цезаря, так что судебных сессий было, как минимум, несколько. В конце концов, Долабелла был оправдан.
В 75 году до н. э. Котта стал консулом; его коллегой был Луций Октавий. В это время в Риме происходили народные волнения из-за нехватки привозного хлеба, и Гаю Аврелию пришлось произнести речь, чтобы успокоить плебс. Тогда же произошёл разрыв Котты со сторонниками сулланского режима: консул выдвинул законопроект, который разрешал трибунициям (бывшим народным трибунам) баллотироваться на курульные должности. Соответствующий запрет был предусмотрен одним из законов Суллы и делал должность трибуна непривлекательной для молодых и амбициозных аристократов. Инициатива Гая Аврелия стала законом; в результате трибунат занял более важное положение в римской политической системе.
Согласно постановлению сената, консульскими провинциями стали Цизальпийская Галлия и Киликия. Котта и Луций Октавий разделили их без жребия: первому досталась Галлия. Гай Аврелий уехал туда сразу по истечении консульских полномочий. Он не вёл в своей провинции войн, но, тем не менее, жаждал триумфа и, вернувшись в Италию в конце 74 или начале 73 года до н. э., добился от сената этой почести. Накануне торжественного вступления в Рим он внезапно умер из-за вскрывшейся старой раны.
Известно, что на момент смерти Гай Аврелий состоял в жреческой коллегии понтификов. На его место был избран Гай Юлий Цезарь.

## Гай Аврелий как оратор
Античные авторы причисляют Гая Аврелия к самым выдающимся римским ораторам. Цицерон построил его характеристику на сопоставлении с Публием Сульпицием, утверждая, что «никогда не бывало ораторов менее схожих» и что эти двое превосходили своим красноречием всех современников. Для Котты образцом был Марк Антоний, а для Сульпиция — Луций Лициний Красс; при этом Гаю Аврелию, по мнению Цицерона, не хватало силы, но он это компенсировал «остроумнейшим и тончайшим родом речи».

…Котта и в нахождении был проницателен, и говорил чисто и свободно, а поскольку из-за слабости лёгких ему приходилось искусно ослаблять всякое свое напряжение, то так он и выработал манеру речи, соответствующую своей телесной слабости. Всё в его речи было искренним, простым и здоровым, а главное, не надеясь и даже не пытаясь привлечь судей страстностью речи, он умел обращаться с ними так, что мягким волнением добивался от них того же, чего Сульпиций — мощным потрясением.
— Цицерон. Брут, 202.
Гай Аврелий был приверженцем академического учения и благодаря этому был особенно силён в искусстве убеждения. Известно, что некоторые свои речи он публиковал. При этом в некоторых случаях тексты выступлений писал для него Луций Элий Стилон, всадник, который отличался начитанностью, но сам оратором не был. Цицерон в трактате «Брут», написанном спустя почти 30 лет после смерти Гая Аврелия, говорит: «До сих пор удивляюсь, почему Котта, великий оратор и совсем не глупый человек, пожелал выдать эти простенькие речи Элия за свои».
Как выдающийся мастер красноречия Котта стал одним из героев трактата Цицерона «Об ораторе», действие которого происходит в начале сентября 91 года до н. э. — за несколько дней до смерти Луция Лициния Красса и поражения Гая Аврелия на выборах трибунов.